# 서울로보틱스
서울로보틱스(영어: Seoul Robotics)는 대한민국의 자율주행 소프트웨어 기업이다.

## 역사
서울로보틱스는 2017년 11월 설립되었다.
2025년 한국거래소 지정 전문기술 평가 기관 두 곳이 평가한 기술성 평가에서 A·BBB등급을 받아 기술특례상장 요건을 충족했다. 주관사를 삼성증권으로 상장을 추진 중이다.